# Amblysellus valens
Amblysellus valens är en insektsart som beskrevs av Beamer och Leonard D. Tuthill 1934. Amblysellus valens ingår i släktet Amblysellus och familjen dvärgstritar. Inga underarter finns listade i Catalogue of Life.